# Das Freudenhaus in der Rue Provence
Das Freudenhaus in der Rue Provence (Originaltitel: One, Two, Two : 122, rue de Provence) ist ein französischer Film des Regisseurs Christian Gion aus dem Jahr 1978.

## Handlung
Der Film erzählt die Geschichte eines Mannes und einer Frau, die sich 1943 in einem Freudenhaus in der Rue Provence (Paris) begegnen, sie können aber nicht offen zu ihrer Beziehung stehen, da er als Mitarbeiter eines Ministers nicht mit ihr, einer Prostituierten in Verbindung gebracht werden darf.

## Hintergrund
Das Drehbuch stützt sich auf die Erinnerungen von Fabienne Jamet, die das Bordell One Two Two gemeinsam mit ihrem Ehemann Marcel Jamet führte.

## Auszeichnungen
Der französische Filmarchitekt François de Lamothe war 1979 für den César in der Kategorie Bestes Szenenbild nominiert.